# No Illusions
No Illusions ist ein Jazzalbum von Stanley Cowell. Die im Dezember 2015 entstandenen Aufnahmen erschienen am 15. Juni 2017 auf SteepleChase Records. Es war das vorletzte Album, das der Pianist, der Ende 2020 starb, unter eigenem Namen veröffentlichte.

## Hintergrund
Stanley Cowell engagierte sich über 30 Jahre lang in einer Karriere als Hochschullehrer; in dieser Zeit wurden seine öffentlichen Auftritte als Musiker seltener. Zwischen 1999 und 2010 hat er kein Album unter seinem eigenen Namen veröffentlicht. In seinen späteren Jahren nahm Stanley Cowell noch eine Reihe von Solo- und Trioalben auf, meist für SteepleChase Records; dabei arbeitete der Pianist mit den Bassisten Bob Cranshaw, Ron McClure, Cecil McBee, Cheyney Thomas, Tarus Mateen, Jay Anderson und den Schlagzeugern Keith Copeland, Ronnie Burrage, Wardell Thomas, Nasheet Waits und Billy Drummond zusammen. Sein vorletztes Album No Illusions nahm er in Quartettbesetzung mit dem Holzbläser Bruce Williams, Mike Richmond (Bass) und Victor Lewis (Schlagzeug) auf.
Cowell beginnt das Album mit dem einzigen gecoverten Stück der Session, mit John Lewis’ „Milano“, das Lewis 1954 erstmals mit dem Modern Jazz Quartet für das Prestige-Album Django eingespielt hatte. Bei der Hommage an dem kammermusikalischen Jazz des Modern Jazz Quartet gab Cowell in seiner Interpretation seinen Begleitmusikern viel Raum, insbesondere Jay Anderson. Der Rest des Sets besteht aus Kompositionen Cowells, beginnend mit der Ballade „Sunlight Shifting“. Dabei setzte Cowell auch Kyma ein, ein Synthesizer-System, das hochwertige elektronische Klänge erzeugt. Der hier erzeugte Effekt ähnelt im Klang einer gedämpften Celesta. Von Kyma erzeugte Effekte verzieren auch die Titel „Miss T.E. & Ö.“ und „Celestial Woman“, das erstere widmete Cowell Thelonious Monk, Erroll Garner und Ornette Coleman, während das letztere eine erweiterte Erforschung eines von afrikanischer Musik beeinflussten Motivs darstellt.

## Titelliste
- Stanley Cowell: No Illusions (SteepleChase SCCD 31828)[4]
  1. Milano (John Lewis), 7:57
  2. Sunlight Shifting, 7:24
  3. Miss T. E. & O, 11:18
  4. No Illusions, 7:19
  5. Celestial Woman, 7:22
  6. Nostalgia for Homelands, 5:34
  7. Lesdodis, 6:12
  8. B Minor Folksong, 6:55
- Sofern nicht anders vermerkt, stammen alle Kompositionen von Stanley Cowell.

## Rezeption

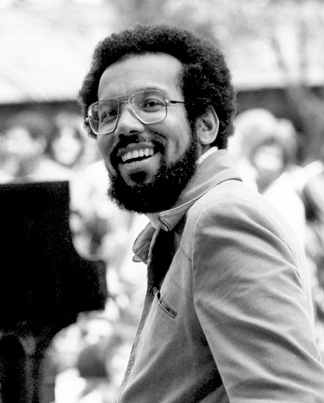
Stanley Cowell in Berkeley, ca. 1970er-Jahre

Derek Taylor schrieb in Dusted, Stanley Cowell zähle zu dem Kader erfahrener Pianisten, die in den letzten Jahren unter dem Dach des SteepleChase-Labels einen neuen Spielraum gefunden hätten. Cowells Karriere als einer der Architekten des Postbop-Jazz in den Jahren nach dem Aufstieg des New Thing sei nicht immer gradlinig verlaufen, so Taylor; es hatte zahlreiche fruchtbare Perioden gegeben, die sich mit Episoden vergleichsweiser Brache abwechselten. No Illusions zeige eine Akzeptanz dieser Realitäten und eine Verpflichtung, den künstlerischen Weg ungeachtet relativer Rückschläge fortzusetzen.
Nach Ansicht von Thomas Conrad (JazzTimes) passe das vierte Mitglied des Quartetts, Altsaxophonist Bruce Williams, zu Cowells Kontrastästhetik; die Schärfe seines Tons widerspreche kreativ der Verfeinerung seiner Ideen. Bei Cowell sei es immer um dynamischen Kontrast und historische Breite gegangen, schrieb Conrad. Dieses Album enthalte Postbop (den Titeltrack), tiefes afrikanisches rhythmisches Bewusstsein („Nostalgia for Homelands“), pure Schönheit (John Lewis’ „Milano“), Funk („B Minor Folksong“), elektronische Bearbeitung (in mehreren Tracks) und Ausschmückungen im Art-Tatum-Stil. Cowells zentraler pianistischer Kontrast bestehe darin, wie er üppige Lyrik in scharfen Winkeln mit einer harten, prägnanten Berührung kommuniziere. Er habe das Herz eines Romantikers und den Verstand eines Ausgestossenen.
John Fordham schrieb im Guardian, der 76-jährige Pianist und Lehrer Stanley Cowell sei ein faszinierendes, aber übersehenes Jazz-Original, ebenso ein aufgeschlossener, aber viel zu wenig aufgenommener Komponist. Dieses, mit Überraschungen gefüllte Album mit einer zeitgemäß klingenden Rhythmusgruppe und dem gewandten Washingtoner Musiker Bruce Williams sei – bis auf John Lewis’ sanft lyrisches „Milano“, das Cowell und Williams als Jazz-Walzer von klagender Anmut darböten, allesamt originell. Cowell stehe möglicherweise vor einer faszinierenden Renaissance in seiner dritten Lebensphase.